# Schutzweste des amerikanischen Bürgerkrieges
Die Schutzweste des amerikanischen Bürgerkrieges ist eine Rüstung aus den Vereinigten Staaten von Amerika.

## Beschreibung
Die Schutzweste des amerikanischen Bürgerkrieges besteht in der Regel aus Baumwollstoff. Sie ist genau so geschnitten wie eine normale Uniformweste der Unionsarmee der Nordstaaten im Amerikanischen Bürgerkrieg (1861 bis 1865). Die Knöpfe bestehen aus Messing. Die beiden Teile der Vorderseite der Weste sind hohl gearbeitet. Dadurch ist es möglich, die beiden Panzerplatten, die der Form der Weste angepasst sind, in die Hohlräume der Weste einzuschieben (auf der Zeichnung ist nur die linke Platte abgebildet). Die Westen wurden im Amerikanischen Bürgerkrieg eingeführt, waren jedoch damals eher unbeliebt, da die Soldaten, die diese Westen tragen sollten, dies wohl als feige empfanden. Das hier beschriebene und abgebildete Stück wurde von Smith, Cook & Company aus New Haven (Connecticut) gefertigt. Die Westen waren schwer und unbequem zu tragen (wohl ein weiterer Grund für die mäßige Verbreitung in der Armee). Der größte Nachteil war jedoch, dass die Panzerung gegen Beschuss aus hochwertigen Musketen kaum Schutz bot und bei den zu dieser Zeit gebräuchlichen Minié-Geschossen völlig versagte. Trotzdem war sie eine der ersten beschusshemmenden Westen der Welt.